# Valiyaparamba
Valiyaparamba (en malayalam: വലിയപറമ്പ ഗ്രാമപഞ്ചായത്ത് )es una pequeña isla en el Mar Arábigo en el distrito de Kasaragod del estado de Kerala, sur de la India. Es uno de los principales puntos turísticos de la comarca y también un centro de pesca.
Valiyaparamba se encuentra a 5 kilómetros (3,1 millas) al sur oeste de Cheruvathur separada del continente por las aguas internas y estando a unos 30 kilómetros (19 millas) de Bekal, Kasaragod, al norte de Kerala. La isla es de aproximadamente 16 km² con una población de 10 000 habitantes. La fuente principal de ingresos de la isla proviene de la agricultura y la pesca.
Valiyaparamba es alimentado por cuatro ríos y salpicado de numerosas islas pequeñas, Valiyaparamba se está convirtiendo en un centro turístico muy apreciado, que es visitada por cruceros.